# 有光茂夫
有光 茂夫（ありみつ しげお、1907年4月15日 - 1994年11月16日）は、日本の経営者。東洋信託銀行社長を務めた。高知県出身。

## 経歴
1930年に東京帝国大学法学部法律学科を卒業し、同年に三和信託に入行し、1945年に三和銀行に移る。1956年に取締役に就任し、1959年に常務に就任し、東洋信託銀行常務も就任。専務、副社長を経て、1969年11月に社長に就任。1974年11月に取締役相談役に就任し、1979年12月には相談役に就任。
1978年4月に勲二等瑞宝章を受章。
1994年11月16日に心不全のために死去。87歳没。